# Alois Stadler (Politiker)
Alois Stadler (* 27. November 1814 in Untersteigmühle, heute Gemeinde Maierhöfen; † 5. September 1877 in Gestratz) war ein deutscher Politiker, Gemeindevorsteher, Gastwirt und Landwirt. 
Vier Jahre nach seiner Heirat mit Margaretha Prinz aus Gestratz-Leiden kaufte er einen Hof in Brugg, den er danach bewirtschaftete. 1860 eröffnete er eine Gastwirtschaft.
Stadler gehörte den Vereinigten Liberalen an und saß für diese zwischen 1855 und 1869 sowie von 1875 bis 1877 in der Kammer der Abgeordneten in Bayern. In der 9. Wahlperioden vertrat er den Wahlbezirk Lindau, in der 10., 11. und 12. Wahlperiode den Wahlbezirk Immenstadt und in der 14. Wahlperiode den Wahlbezirk Kempten. Nach seinem Tod vertrat Johann Evangelist Keller den Wahlbezirk.
In seinem Wohnort Brugg ist die Alois-Stadler-Straße nach ihm benannt.